# Christian Traugott Weinlig
Christian Traugott Weinlig (* 31. Januar 1739 in Dresden; † 25. November 1799 ebenda) war ein deutscher Architekturtheoretiker, Architekt und Baubeamter.

## Leben

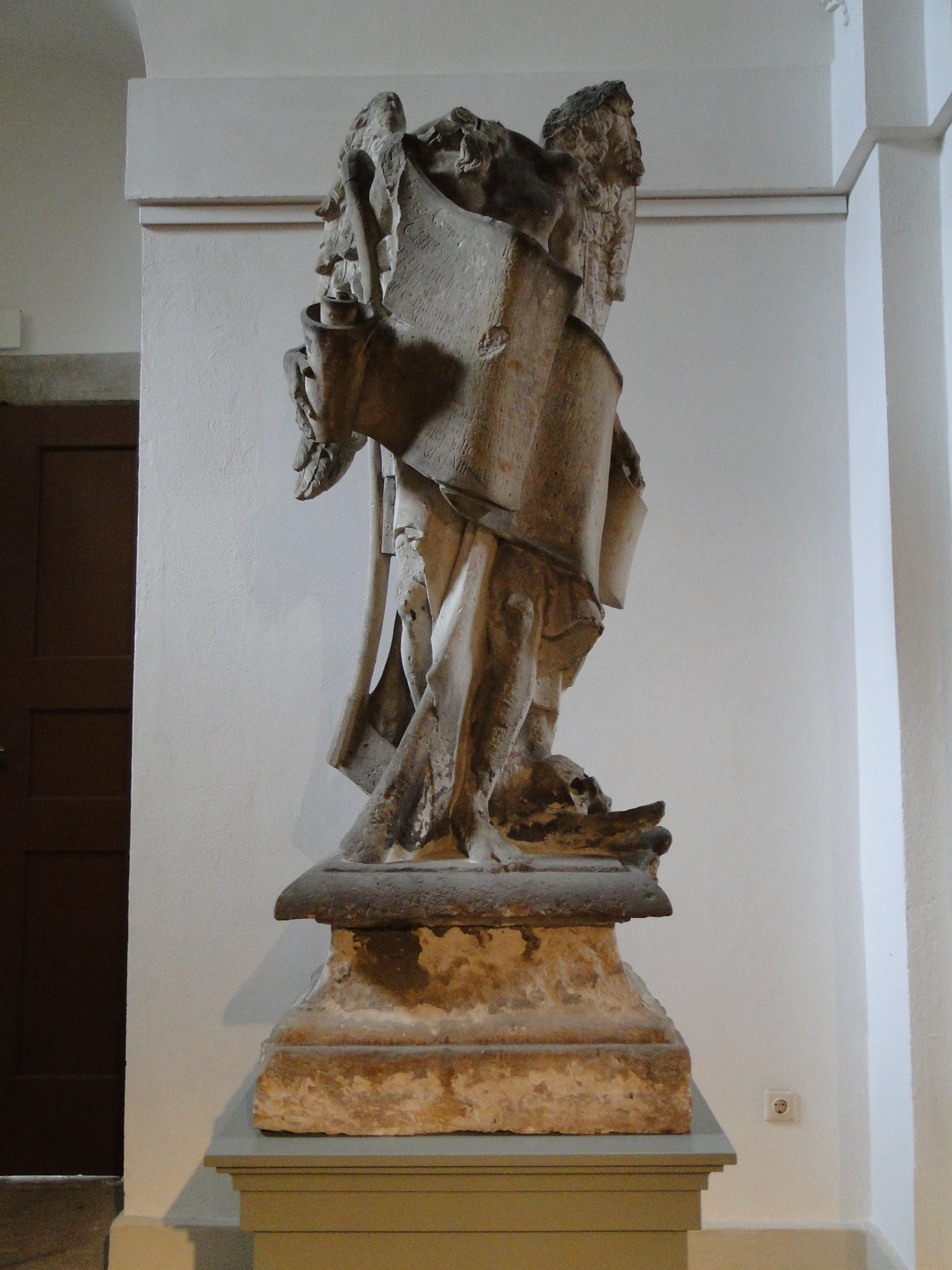
Grabstein der Familie Weinlig, 2014 im Palais im Großen Garten

Christian Weinlig war Sohn des Dresdner Stadtsyndikus Christian Weinlig (1681–1762). Er erhielt seine Ausbildung nach der Maurerlehre beim Oberlandbaumeister Julius Heinrich Schwarze. Er trat 1760 in den sächsischen Staatsdienst als Mitarbeiter des späteren Oberlandbaumeisters Christian Friedrich Exner (1718–1798) ein. Er ging für die Jahre 1766–1770 nach Paris und Rom, wo er auf Johann Joachim Winckelmann traf. Die Akademie der bildenden Künste Wien nahm ihn 1771 als Mitglied auf.
Nach seiner Rückkehr aus Italien wurde Weinlig 1773 sächsischer Oberbauamtszahlmeister bzw. Oberbaukommissar und 1793 Hofbaumeister. Von ihm stammen teilweise die Pläne für die Innenausstattung des Prinz-Max-Palais (1783) und die Reithalle des Königlichen Marstalls (1794–1795) an der Ostra-Allee in Dresden, für die Erweiterung das Berg- und Wasserpalais und die Pavillons im Park von Schloss Pillnitz (1788–1792) sowie den Umbau vom Jagdschloss Augustusburg (1797–1801).
Weinlig war mit Johanne Karoline Exner verheiratet, der Tochter des Oberlandbaumeisters Exner. Dessen Nachfolge trat er 1799 an. Er starb im November des gleichen Jahres. Sein Grab befindet sich auf dem Dresdner Eliasfriedhof in der Familiengruft Weinlig, der Grabstein ist Teil der Dauerausstellung im Palais im Großen Garten.

## Werke
- Briefe über Rom. 3 Bände. 1781–1787.
- Oeuvres d’Architecture de C. T. Weinlig. Dresden 1784–1785.